# 白鹭洲 (厦门)
白鹭洲（白鹭洲公园），是福建省厦门市思明区湖滨北路与湖滨南路之间的筼筜湖上的一方台地。厦门城市原点就坐落在白鹭洲西公园上，公园内有一个正在梳妆打扮的白鹭女神雕塑，园内有音乐喷泉、购物中心、书画艺术中心以及保龄球馆、酒店、夜总会等娱乐中心。